# Пилип Коновал
Пили́п (Филип) Конова́л (15 вересня 1888, Кутківці, Подільська губернія (нині — Кам'янець-Подільський район Хмельницької області) — 3 червня 1959, Галл, Квебек) — українсько-канадський військовик, єдиний українець — кавалер Хреста Вікторії, найвищої та найпочеснішої нагороди за мужність перед лицем ворога, якою можуть бути нагороджені солдати з країн, підлеглих Британській короні.
Є покровителем Відділення 360 (Відділення Коновала) Королівського Канадського Легіону в Торонто.
|  | Як і не зник шрам на обличчі Пилипа Коновала, так і не згасне слава цього колишнього канадського солдата українського походження: золотими літерами вписане його ім'я в історію Канади та Першої світової війни. Оригінальний текст (англ.) Just as the scar on Filip Konowal's face has not disappeared, so will never fade the fame of this former Canadian soldier of Ukrainian origin, whose name is written in letters of gold in the history of Canada and the First World War. |

## Життєпис

### Дитинство, молодість
Пилип Коновал народився в сім'ї Мирона Коновала в селі Кутківцях над Жванчиком у Кам'янець-Подільському повіті тодішньої Російській імперії. Приписують йому кілька дат народження — хоча в самому дні 15 вересня сумнівів не існує[джерело?], а от з роком народження ще не дійшли висновків: за одним джерелом 15 вересня 1888 року, за другим 15 вересня 1886 року [джерело?]. Дитинство й юнацькі роки Пилип провів під опікою й настановами батька на сімейному хуторі біля річки Збруч на кордоні з Австро-Угорською імперією. Працював підмайстром у свого батька-каменотеса[джерело?], поки на 21-му році життя не завербовано його в російську армію, під час служби в якій проявив вроджену здібність до військової справи — і навіть вислужився до чину польового інструктора багнетного бою[джерело?].
До 20 років Пилип уже сам ставав на ноги, завів сім'ю з односельчанкою Ганною — і згодом у них народилася дочка Марія. Але в 21 рік, через важкі часи на мануфактурі та загальні тоді інфляційні процеси й стагнацію в Російській імперії, Пилип задумувався, як прогодувати й утримувати свою сім'ю: відгукнувся на призов до російської імперської армії, яка потроху оговтувалася після японсько-манчжурської кампанії. Доволі пристойне «жалування» та пансіон суттєво допомагали його родині[джерело?]. За п'ять років служби Пилип побував у різних точках імперії і врешті залишився лісорубом у Сибірських краях, де він завершував свою військову службу[джерело?].

### Імміграція
У часи закінчення служби Пилипа в Європі та Росії відбувалася друга хвиля міграцій — здебільшого в Америку чи Сибір. Коли його співплемінники з-за Збруча підкорювали американські прерії та ліси, його односельчан нужда змушувала спокуситися на столипінські обіцянки й розсіюватися по безкрайніх просторах Росії, оскільки виїзд у протилежному напрямку неосідлим селянам заборонявся. І Пилип піддався спокусі, але вже побувавши в шкурі лісоруба, знайшов привабливішу пропозицію: з початком 1913 року записався до канадської компанії пиломатеріалів, котра вербувала лісорубів до провінції Британська Колумбія на об'єкти лісової промисловості.
На відміну від більшості українських іммігрантів, він перетнув не Атлантику, а на пароплаві з Владивостока довгою мандрівкою подався до Канади через Тихий океан[джерело?]. У квітні 1913 року він влаштувався на роботу лісоруба в районі Ванкувера[джерело?]. А вже після чотирьох місяців виснажливої роботи на Заході Канади та акліматизації і звикання до нового середовища Пилип ризикнув знову змінити місце роботи. Спілкуючись з іншими іммігрантами він дізнався, що на сході та в центрі Канади дуже успішно освоїлися українці: жили вони там компактніше й сприяли одні одним — і зрештою роботу можна було там знайти кваліфікованішу й оплачуванішу[джерело?].
Саме тоді на сході Канади внаслідок економічного буму початку XX століття почали розвиватися райони навколо великих міст — і там на сході Онтаріо в Оттавській долині він знайшов нову роботу в лісозаготівельній промисловості. Тут віднайшов він багато побратимів-українців[джерело?], які допомагали йому в новій для нього країні й новому суспільстві. Коли з початком 1914 року погіршилася кон'юнктура ринку пиломатеріалів, власники лісосік звільнили частину своїх робітників — і Коновалу довелося розпрощатися з роботою. Але мешкаючи в економічно розвинутому районі (в порівнянні з усією Канадою), йому вдавалося знаходити короткотермінові роботи в очікуванні кращих часів[джерело?].

### Перша світова війна

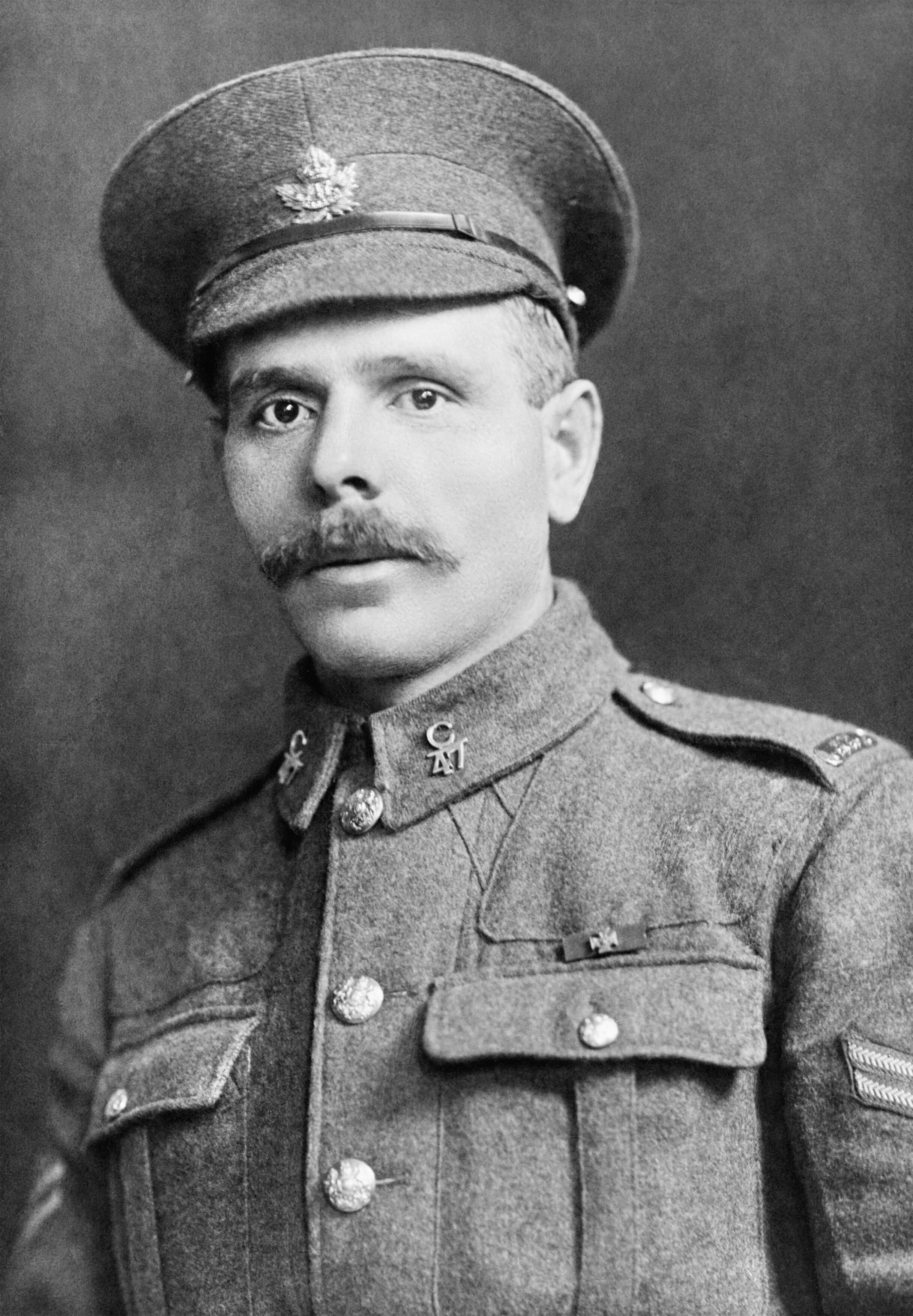
Пилип Коновал, капрал 47-у батальйону (Британської Колумбії)

Події в Європі у 1914 році швидко змінили світ: після терористичного нападу та вбивства 28 червня 1914 року австрійського ерцгерцога Франца Фердинанда та його дружини Софі, ланцюговою реакцією стало поступове втягування у військовий конфлікт більшості держав світу. Оскільки однією з перших була Англія, її домініон Канада також був опосередковано залучений до конфлікту.
Світова ситуація зіграла на руку більшості чоловічого непрацюючого населення Канади, яке у військових діях за межами країни вбачало додатковий спосіб поправити фінансове становище для себе і для своєї родини. Скорочений робочий день та нереальні перспективи кар'єрного росту змусили багатьох канадських чоловіків вступити у військо, спершу заради постійної заробітної плати, — а вже потім виходячи з почуття патріотизму [джерело?]. Оскільки більшість українців в Канаді того часу походило із Західної України, що була під владою Австро-Угорської імперії, вони вважались «австріяками» та потенційними ворогами: в період з 1914 до 1920 років тисячі українців було інтерновано в Канаді як «посібників ворога» та переміщено з жінками й дітьми в 24 концентраційні табори [джерело?].
Як і мільйони українців того часу, Пилип сподівався заробити грошей на краще життя, та, коли почалася Перша світова війна, записався волонтером в Оттавський 77-й піхотний батальйон [джерело?]. На відміну від більшості канадських українців того часу, Коновал походив з частини України, яка на той час перебувала під владою Російської імперії. Походження з цієї частини несподівано йому допомогло: потрапивши до Канади через Владивосток, він був ідентифікований як російський підданий та іммігрант із союзної держави у війні — і його без затримок прийняли на військову службу [джерело?].
12 липня 1915 року Пилип (Филип) Коновал вступив до Оттавського піхотного підрозділу 77-го батальйону. У період з липня по вересень 1915 року 31 член українсько-канадської спільноти Оттави разом навчалися в цьому батальйоні, яким командував відомий полковник Д. Р. Черч (англ. Colonel D.R. Church) [джерело?]. Полковник утвердився в колективі послідовністю й принциповістю, що дуже імпонувало Коновалу та іншим товаришам по службі, котрі вірно йому служили в роки війни та опісля, а згодом допомогли увічнити пам'ять про нього [джерело?].
Коновал провів наступні десять місяців у навчанні в Оттаві та Валкартьє (фр. Valcartier) у Квебеку [джерело?]. Його підрозділ врешті-решт залишив Галіфакс 19 червня 1916 року й через 10 діб прибув до Ліверпуля в Англію. За шість тижнів перебування в таборі Брамсшотт багатьох канадців було переведено для доукомплектації в інші бойові частини. У результаті таких пертурбацій 28-річний Пилип Коновал опинився в чині єфрейтора в 47-му батальйоні (Британської Колумбії), котрий, своєю чергою, був одним з чотирьох у 10-й бригаді повністю сформованої 4-ї Канадської дивізії, яку на початку серпня й було перекинуто в усьому бойовому складі до Франції.
З початку вересня й до середини жовтня 4-та дивізія перебувала в резерві фронту, а вже 10 жовтня її було переміщено на лінію фронту в рамках підготовки до весняного наступу на ділянці біля Вімі. Умови для тодішніх військовиків були доволі суворими, окрім холоду та багнюки, їх ще й супроводжувала постійна діарея та дизентерія [джерело?]. Але навіть у фронтовому затишші для Коновала вистачило часу, щоб показати в підготовчий період свої військові задатки та згодом його було призначено виконувачем обов'язків капрала, за три дні до битви при Вімі-Рідж [джерело?].
4-та дивізія розташовувалася на півночі фронту з лівого схилу пагорба Вімі. Саме в цій ділянці 9 квітня наступ військ був тимчасово зупинений, оскільки нападники потрапили під потужний кулеметний вогонь з пагорба висоти 145 та зі західного схилу Вімі, де знаходився за два кілометри від поселення лісистий пагорб з колоритною назвою «Прищ» (Pimple). Без нейтралізації цих двох сильних вогневих точок неможливо було продовжувати атаки військ Антанти, оскільки це створювало значну небезпеку для всього лівого флангу фронту. Саме підрозділу Пилипа було наказано заволодіти цим «прищем», але перші намагання були марними й вояки відкотилися назад. Та згодом їм пощастило — почалася велика сніжниця, й цей сніговий буревій приніс невелике сум'яття на лінії фронту [джерело?]. Цим і скористалися канадські вояки, яким була доволі близька саме така негода, далися взнаки зимові муштрування на півночі Квебеку. Канадці знову кинулися в атаку, скориставшись поганим оглядом зони обстрілу для кулеметного та артилерійського вогню німців, вони за короткий час залізли на ту гірку й подавили вогневі точки на «Пімпл». Цим скористалися решта 4-ї дивізії — вони розвинули атаку з цієї сторони й успішно захопили Вімі та продовжили свій рух.
За прявлений героїзм під час Битви за висоту 70 в Ленсі (Франція) в період з 22 серпня по 24 серпня 1917 року, Пилип Коновал отримав Хрест Вікторії:
|  | No. 144039 A./Cpl. Filip Konowal, Can. Inf. За видатну відвагу та ініціативу під час командування відділенням під час наступу. Перед його відділенням стояло важке завдання зачистки бліндажів та кулеметних гнізд. Під його вправним командуванням відділення успішно придушило будь-який ворожий опір, завдавши ворогові значних втрат. В одному бліндажі він особисто заколов в рукопашному бою трьох ворогів та один атакував сімох інших у воронці, вбивши всіх сімох. Під час наступу, кулемет на правому фланзі стримував просування, завдаючи відділенню значних втрат. Капрал Коновал кинувся вперед та ввірвався в дот, знищив кулеметну залогу та забрав кулемет із собою. Наступного дня він знову самостійно атакував інше кулеметне гніздо, знищив залогу із трьох чоловік, кулемет та дот гранатами. Цей унтер-офіцер самотужки знищив щонайменше шістнадцять ворогів, та доблесно бився протягом двох днів наступу аж до свого важкого поранення. |

### Лікування і нагородження
Після попереднього очищення очей та контузії Пилип Коновал був евакуйований до Англії 26 серпня. Він був доправлений до лікарні Бофорт (Beaufort Hospital), що в Бристолі, а згодом до медичного центру Бовуд (Beauwood Medical Facility) поблизу Лондона. У цьому медичному центрі йому виліковували рану на голові, й головним лікарем, котрий «поставив його на ноги», був доктор Воллес (Dr. CK Wallace) — провідний нейрохірург, він же й визначав, наскільки значна то була травма для організму Коновала [джерело?]. Коли він потрохи оправився від ран, тоді й був представлений до нагороди «Хрест Вікторії» Victoria Cross, яку вручав сам король Георг V 15 жовтня 1917 року. Пришпиливши Пилипу нагороду на лацкан, він сказав: «Your exploit is one of the most daring and heroic in the history of my army. For this, accept my thanks.» (Ваш подвиг є одним з найсміливіших та героїчних в історії моєї армії. За це прийміть мою подяку.)
Пилип Коновал був виписаний з лікарні на 22 вересня 1917 року, після чого його було приписано до 16-ї Канадського резервного батальйону (16th Canadian Reserve Battalion), а з 1 листопада 1917 року його було ще й призначено помічником Канадського військового офіцера зв'язку в російському посольстві в Лондоні. Згодом, 30 грудня 1917 року, Пилипа вже було призначено виконувачем обов'язків сержанта й залишався він на цьому посту до 1 серпня 1918 року, звідки Коновал уже повернувся в чині капрала. Протягом наступних шести місяців Пилипа Коновала було приписано до Канадського Лісового Корпусу в Англії(Canadian Forestry Corps in England) [джерело?] з відповідно його чину обов'язками в 1-му Канадському Резервному Батальйоні (підрозділі корпусу). За цей час Пилипа Коновала було ще й представлено до «Георгіївського хреста» від імені Російської імперії [джерело?].

### Повернення до Росії
Війна з німцями доходила свого кінця, але у світі ще існували, навіть більше того, розгорялися масштабніші військові конфлікти. Звичайно ж то була велика зваба для справжніх вояків, до яких можна сміливо причисляти Пилипа Коновала. Найгучнішим конфліктом стала Жовтневий переворот наприкінці 1917 року, така подія збурювала свідомість різних людей в усіх куточках планети. Тому коли з різних розкиданих по світу російських службовців почали формуватися добровільні дружини, то до них на допомогу та певну винагороду приставали інші військові добровільні формування, чеський легіон, національні добровільні дружини, війська Антанти, поляки чи залишки німецьких формувань. Усі вони формували навколо СРСР кільце-фронт боротьби з більшовизмом.
Серед таких добровольців і був Пилип, адже саме таким шляхом він ще й вважав, що зможе віднайти свою родину [джерело?]. Пилипа було приписано до 1-го Канадського Резервного Батальйону, що був частиною Канадського Лісорубного Корпусу (Canadian Forestry Corps), пізніше Канадських сибірських експедиційних сил.
Канадські військовики були розгорнуті в Тулґас (Tulgas), маленькому містечку в 200 милях на південь від Архангельська, та у Владивостоці. Остання група, відома як Канадські сибірські експедиційні сили (Canadian Siberian Expeditionary Force (CSEF)), складалася з 4000 солдатів та офіцерів. На 1 листопада 1918 року з них було офіційно створено 259-й та 260-й батальйони[джерело?]. Основна їх функція — було допомогти охороняти Транссибірську залізницю від Владивостока на Тихоокеанському регіоні аж до Омська в Західному Сибіру. Стало очевидним, що канадським командирам для усного та письмового перекладу потрібні були вихідці з України, яких тоді служило близько 100 чоловік [джерело?]. Але канадцям так і не вдалося серйозно взяти участь у бойових діях, здебільшого маневруючи та передислоковуючись залізничною магістраллю, вони «дочекалися» розвалу білогвардійських армій, тому Коновалу з Лісовим корпусом канадців прийшлося спішно перебиратися до Владивостока, звідки згодом вони всі вирушилив додому в Канаду. На цьому всі військові звитяги Пилипа Коновала закінчилися, як і закінчилися для нього 3 роки й 357 днів війни.

### Повернення до Канади
Після повернення з Сибіру Коновала було почесно звільнено з армії 4 липня 1919 року. Після свого повернення до Оттави Пилип Коновал мав значне публічне визнання в громадськості, вважався місцевим героєм і високо шанованою постаттю в асоціації ветеранів Великої війни, попередником Королівського канадського легіону. Найкрасномовнішим свідченням зрослої поваги до Пилипа став парад ветеранів, який пройшов 19 липня цього ж року й проходив через центр міста Оттава, поблизу Будинку Парламенту.
За матеріалом «Громадянин Оттави» (Ottawa Citizen): Парад вояків, які вишикувалися на проспекті Лорьє Картьє очолював капрал Пилип Коновал, надівши хрестик поруч з бронзовим Російським Георгієвським орденом [джерело?],  гордо підняв й ніс прапор Канади. Український капрал йшов, як бувалий — досвідчений чоловік, яким він й був насправді і було ясно, що це був найрадісніший день для нього.

### Післявоєнне життя
Звільнений із почестями зі збройних сил, Коновал намагався облаштувати своє післявоєнне життя, але давались взнаки його важкі поранення та психологічна травма, завдана війною. Він не мав ніяких відомостей про свою родину, яка проживала у селі Кутківці на Поділлі.
Суворе рішення про сумнівне становище Пилипа в канадському суспільстві сильно підкосило емоційний стан Коновала, який і без того був на межі через тривалі судові тяжби та відлуння бойових «трофеїв-ран». Болі голови надалі приводили Пилипа до тяжких емоційних зривів, які ставали зрідка між ним та близькими людьми [джерело?]. Тому рішення суду відправити Пилипа до клініки (на майже примусове) лікування було не тільки компромісним, але й доленосним для нього, бо з часом він таки відновив свої сили та емоційну рівновагу.
Ще до 27 квітня 1921 року Пилип перебував у в'язниці Галлу [джерело?], а звідти його перевели до лікарні Жан де Дьє (Jean de Dieu Hospital) [джерело?], тепер лікарня Лафонтен у Монреалі. Для 40-річного солдата, що звик дивитися перешкоді «в обличчя», було важко боротися з невидимим ворогом у собі. Клініка, у якій перебував Пилип Коновал, була заснована ще в 1873 році релігійним орденом Сестер Провидіння (Les Soeurs de la Providence) й перепрофілювала військові казарми та в'язницю задля лікування 2500 пацієнтів [джерело?]. Персонал клініки вважався найкваліфікованішим у своїй сфері — використовував прогресивні методи психотерапії. Саме через ці методи та чуйність персоналу Пилип Коновал від 1928 до 1931 років здобув найбільшу свою перемогу, ціннішу за «Хрест Вікторії» — здобув свободу в суспільстві та свободу від своїх ментальних недуг.

### Ветеранська дружба
Після виписки з лікарні Коновал зрештою повернувся в район Галлу, де розміщувався його корпус, і був прийнятий на його забезпечення. Відбулося це шляхом влаштування Пилипа в число співробітників Оттавської електро-будівельної компанії (Ottawa Electrical Company building). За сприяння офіцерів 77-й батальйону через деякий час Генерал-губернатор гвардійських піхотинців повернув йому медалі й нагороди та з почестями вшанували як приклад для наслідування [джерело?].
До середини 1930-х років Канада була в глибокій Великій депресії [джерело?]. Багато підприємств були змушені скорочувати персонал, щоб вижити, і його електрична компанія також поступила. Та тільки невеликою втіхою для Пилипа в той важкий період стала дружба та згодом вінчання з другою дружиною Джульєтт. А згодом, проживаючи в Оттаві, він заприязнився із майором Мілтоном Фоулером Ґреґґом (Milton Fowler Gregg), також кавалером Хреста Вікторії, командиром Пішої Гвардії Генерал-Губернатора. Той добився, щоб Коновала найняли прибиральником у Нижню Палату Парламенту, а згодом перевів на посаду молодшого сторожа. Робота була хоч і скромна, проте бажана в роки великої економічної депресії [джерело?].
Якось його зауважив при роботі Прем'єр-міністр Канади Вільям Лайон Маккензі Кінг і особисто призначив Коновала особливим наглядачем кімнати 416 — бюро прем'єр-міністра. На цій посаді Коновал пропрацював до своєї смерті.

### Королівські вшанування
На заході свого життєвого шляху у 1956 році Пилип вчергове зрозумів, що його військові подвиги не були даремними. Саме цього року, з нагоди 100-річчя заснування Хреста Вікторії — найславетнішого ордену Британської імперії — відбувалося вшанування всіх нагороджених.
На честь ювілею королева Єлизавета II постановила, що в Лондоні відбудуться спеціальні урочистості, на які запрошено всіх живих власників Хреста Вікторії. Канадський федеральний Уряд погодився оплатити транспортні витрати і проживання для всіх канадських здобувачів Хреста Вікторії. Однак, жорстка фінансова ситуація, яка спіткала Коновала, робила практично неможливим його участь у цих торжествах. Адже маючи помірну зарплатню та утримуючи сім'ю, йому важко було підготуватися до такої далекої поїздки [джерело?].

Але знову його виручила ветеранська та українська співдружність. Стівен Павлюк попросив допомоги в українсько-канадських ветеранів. Пилип попрохав у Стівена субсидувати йому близько 400$, щоб справити хороший одяг до Англії, але Українсько-Канадським Легіоном (Ukrainian-Canadian Legions) було зібрано близько 5000$ і надіслано Джульєтт, котра справила чоловікові все необхідне для поїздки. Розчулений Пилип тоді так відповів своїм землякам [джерело?]: 
|  | «Будьте ласкаві, будьте ласкаві, щоб висловити мою Вам подяку, для кожного українського легіонера канадського філії, який вніс свій посильний внесок у цю велику суму грошей, надіслану мені нещодавно. Я був дуже здивований, і я не чекав такого. Я знав, що серед друзів моїх Український народ, але я ніколи не думав, що вони можуть бути так близько й можуть зробити так багато для бідолахи, як я. Це безсумнівно допоможе мені в незабутній моїй поїздці до Англії і буду радий розповісти вам про неї, коли я повернуся. Ще раз спасибі вам усім і особливо вам, пане Павлюк, я впевнений, що саме через вас я отримав це». |

Саме в ці хвилини Пилип Коновал видно згадував свої минулі зустрічі з королівськими персонами. Спочатку при нагородженні орденом у далекому 1919 році то була зустріч єфрейтора з королем Англії Георгом V.
Хоробрість Конвала вдруге було відмічено у часі королівського візиту у 1939 році, коли Король Георг VI подав йому руку під час церемонії посвячення Національного воєнного меморіалу в Оттаві, також його було нагороджено коронаційною медаллю [джерело?].
Коновал Пилип прилетів до Англії 23 червня 1956 року. Перший захід цих урочистостей відбувся 25 червня, коли англійський Прем'єр-міністр сер Ентоні Іден (Sir Anthony Eden), провів офіційне чаювання у Вестмінстерському палаці, потім відбувся подячний молебень у Вестмістерському абатстві. Наступного дня була кульмінація цього торжества — Королева Англії Єлизавета II та Принц Філіп (Queen Elizabeth II and Prince Philip) та понад 300 інших володарів Хреста Вікторії пройшли переможно-урочистим маршем до Гайд-парку (Hyde Park). Переможці під час маршу в Гайд-парку. А потім учасників ходи вітала королева вдень у саду Мальборо-хаус (Marlborough House). А наступного дня уже уряд канадійський провів для своїх вояків панахиду на цвинтарях Брамшот і Бруквуд та урочисту вечерю в Канадському клубі.

### На чатах канадійської влади
Доля ще раз посміхнулася Пилипу Коновалу. Як і більшість ветеранів війни — він з гордістю носив на своєму цивільному одязі стрічки військових нагород. Саме таку стрічку, однієї днини Прем'єр Міністр Канади заходячи в Палату Громад, запримітив на грудях простого сторожа-прибиральника, він тут же був сильно подивований, що людина з найзначнішим орденом Великої Британської імперії, стоїть на цивільній сторожі й тим не погордує. Тоді МакКензі Кінг вирішив допомогти ветерану й прилаштував того до себе в сторожівку його кабінету з незначними функціями консьєржа. З того часу і аж до свого виходу на пенсію Пилип Коновал вірно служив на чатах кабінету № 16 — Канцелярії Прем'єр-міністра [джерело?].
Це була унікальна робота для ветерана війни, не то прибиральник-двірник, не то консьєрж-секретар. Здавалося, така робота не личить герою-ветерану, але Пилип не брав це надто до голови, його справи часто говорили за себе самого. Тому й не дивними для канадійського суспільства стали слова простого героя війни Пилипа Коновала, які у 1956 році газета Ottawa Citizen подала на вічну пам'ять про Пилипа, взявши в нього інтерв'ю. На запитання, як він ставиться до необхідності працювати прибиральником, Коновал відповів: «Я прибирав бруд в Європі із рушницею, а тут я його прибираю шваброю». На запитання, що було справжньою причиною його дій, що принесли йому Хрест Вікторії, він відповів: «Я мав так задосить стояння в траншеях по пояс в воді, що я сказав до себе: до пекла це все; та розпочав свою війну з німецькою армією. Мій капітан намагався мене застрелити, бо він вирішив що я став дезертиром.» [джерело?]

### Смерть і спадок
3 червня 1959 року у віці 72 роки помер Пилип (Филип) Коновал у відділенні ветеранів у Громадській лікарні міста Оттави після двомісячної хвороби, спровокованої старими воєнними ранами. Останнім записом у його книзі обліку парламенту записано «died in service» — «помер на службі». Визначальна характеристика для людини, що присвятила себе служінню суспільству як у воєнний, так і в мирний час.
Цей простий і скромний український канадець пройшов важкий та змістовний життєвий шлях, запам'ятався своєю мужністю та стійкістю, за що отримав визнання в суспільстві, яке відзначало його різними відзнаками. Звичайно, найбільшою відзнакою для нього ще було успішне й щасливе життя його родини, а родин у нього таки виявилося дві — одна в Україні, друга канадська з українським духом.
Перша його родина залишилася в Україні й перетерпіла всі злигодні й тяготи тих історичних моментів [джерело?]. Більшість нащадків Пилипа Коновала проживає в Кутківцях та сусідньому селищі Закупне. Друга родина стала його опорою після найтяжчих життєвих моментів, що трапилися з ним. У 1934 році Пилип спізнався в Канаді з вдовою Жюльєтт Ледюк-Аґер, чий світ після смерті чоловіка здебільшого крутився навколо її синів Роланда та Альберта. Та Пилипу вдалося завоювати серце цієї жінки і отримати повагу її дітей [джерело?]. І того таки 1934 року вони одружилися в римокатолицькій церкві містечка Галл. Загалом Пилипу було 47 років, а Джульєтт 33, вони прожили весь свій відведений богом час у мирі та злагоді. А після смерті Пилипа його дружина продовжувала розкривати в канадському суспільстві складні й багатогранні віхи життєвого шляху справжнього героя-солдата й українця Пилипа (Филипа) Коновала [джерело?]. Його дружину Жюльєтт Ледюк-Аґер, яка померла на 87 році життя, поховано поруч з ним 3 березня 1987 року.

## Нагороди та почесті

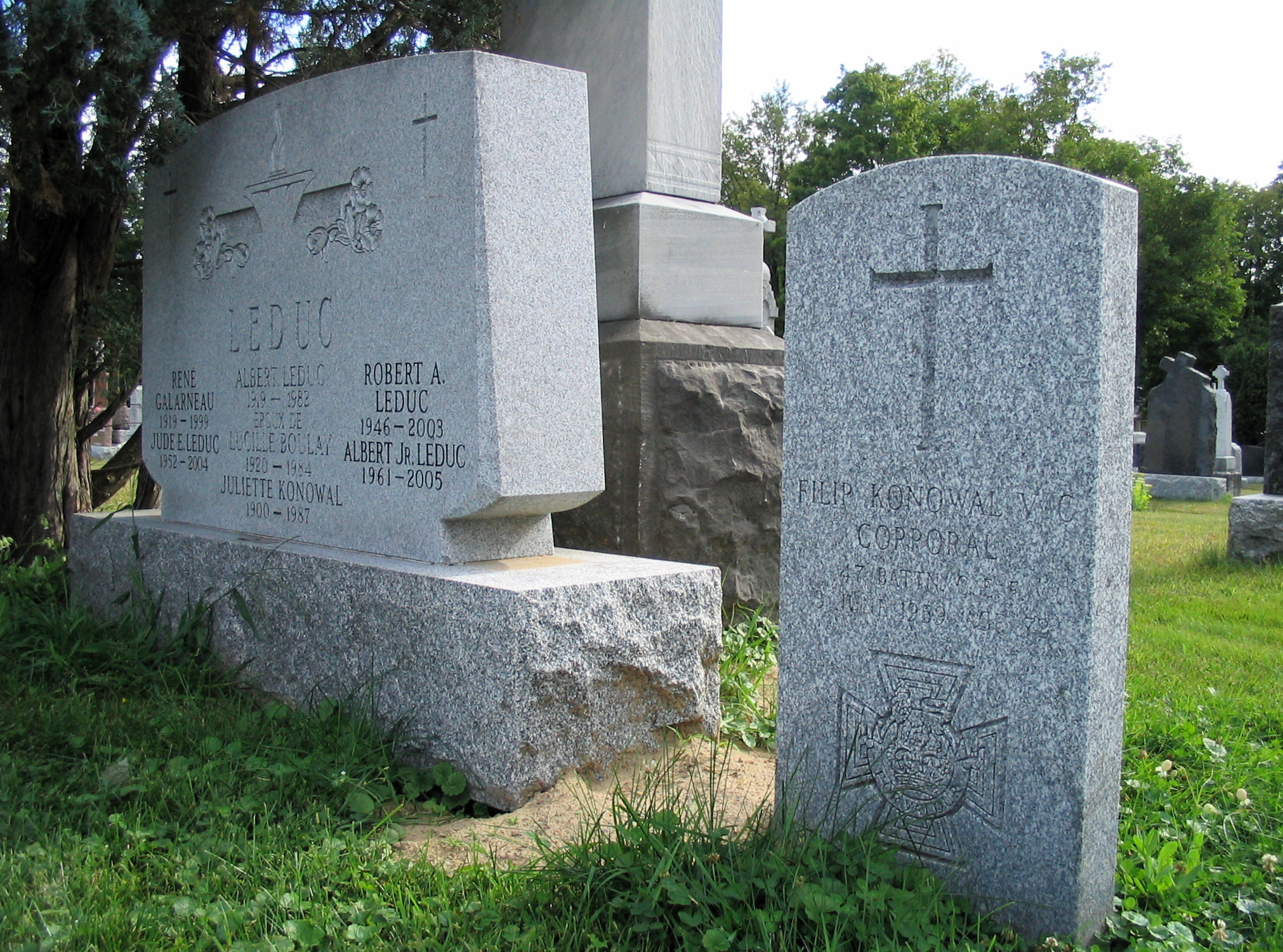
Могила Пилипа Коновала

Хрест Вікторії Пилипу Коновалу був особисто вручений Королем Георгом V, разом із званням сержанта. Вручаючи нагороду, Король сказав:
|  | Ваш подвиг є одним із наймужніших та героїчних в історії моєї армії. Прийміть від мене подяку за нього. Оригінальний текст (англ.) Your exploit is one of the most daring and heroic in the history of my army. For this, accept my thanks. |

Решта нагород Коновала:

Меморіал Пилипу Коновалу у Кутківцях

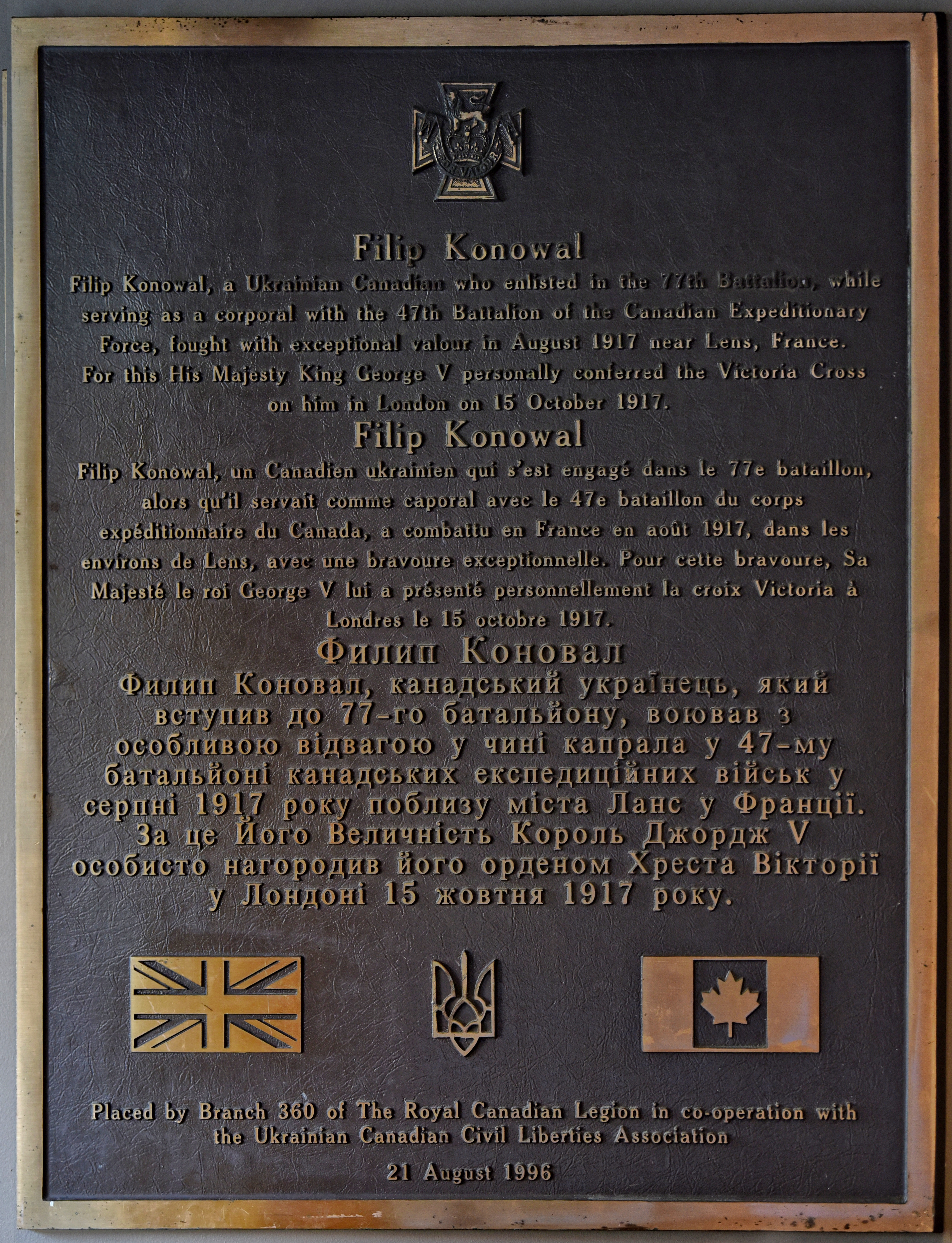
Пам'ятна дошка в Торонто

- Британська Воєнна Медаль (1914—1920);
- Медаль Перемоги (1914—1919);
- Коронаційна медаль Короля Георга VI (1937);
- Коронаційна медаль Королеви Єлизавети II (1953);
- Георгіївський хрест 4-го ступеня (представлений) [джерело?].

Королівський канадський легіон, відділення 360 (відділення Коновала) в Торонто зробив його своїм покровителем у 1953 році [джерело?]. Легіон також сприяв створенню нагороди Коновала, щорічного навчального гранту в Королівському військовому коледжі Канади [джерело?]
Коновал помер у 1959 році в Галлі, провінція Квебек, у віці 72 роки. Похований на цвинтарі Нотр-Дам-де-Лурд, в Оттаві, секція A, могила № 502.
У 1996 році надголівний камінь на могилі Коновала було замінено на стелу [джерело?].
Меморіальні таблиці відкрито у:
- приміщенні Пішої гвардії генерал-губернатора в Оттаві; [джерело?]
- Відділенні 360 (відділення Коновала) Королівського канадського легіону в Торонто, Пилип Коновал — є покровителем елітного Відділення 360[10]. У 2017 році меморіальна дошка перенесена до інституту святого Володимира в Торонто;
- арсеналі Королівського Вестмінстерського полку («полк Коновала») в Нью-Вестмінстері, Британська Колумбія; [джерело?]
- меморіальному парку Село Україна, під містом Дофін (Манітоба);
- місці народження Пилипа Коновала — в селі Кутківці Кам'янець-Подільського району Хмельницької області, 21 серпня 2000 року[9];
- Лансі, Франція, зусиллями відділення № 360 Королівського канадського легіону м. Торонто та за сприяння муніципалітету Ланса, Асоціації Королівського Вестмінстерського полку та Українсько-Канадської Асоціації Громадянських Свобод. Відкрита у 2005 році. Автор таблиці скульптор Олег Лесюк[11].
- на території Посольства Великої Британії в Україні (Київ, листопад 2014) [джерело?];
- створена премія Пилипа Коновала — щорічна стипендія, яка присуджується двом українським юнкерам, що навчаються у Королівському військовому коледжі Канади (англ. Royal Military College of Canada). Королівський військовий коледж Канади [джерело?].
- 12 листопада 2019 року рішенням Київської міської ради на честь Пилипа Коновала названа вулиця у Голосіївському та Солом'янському районах Києва [джерело?].

### Медаль Хрест Вікторії

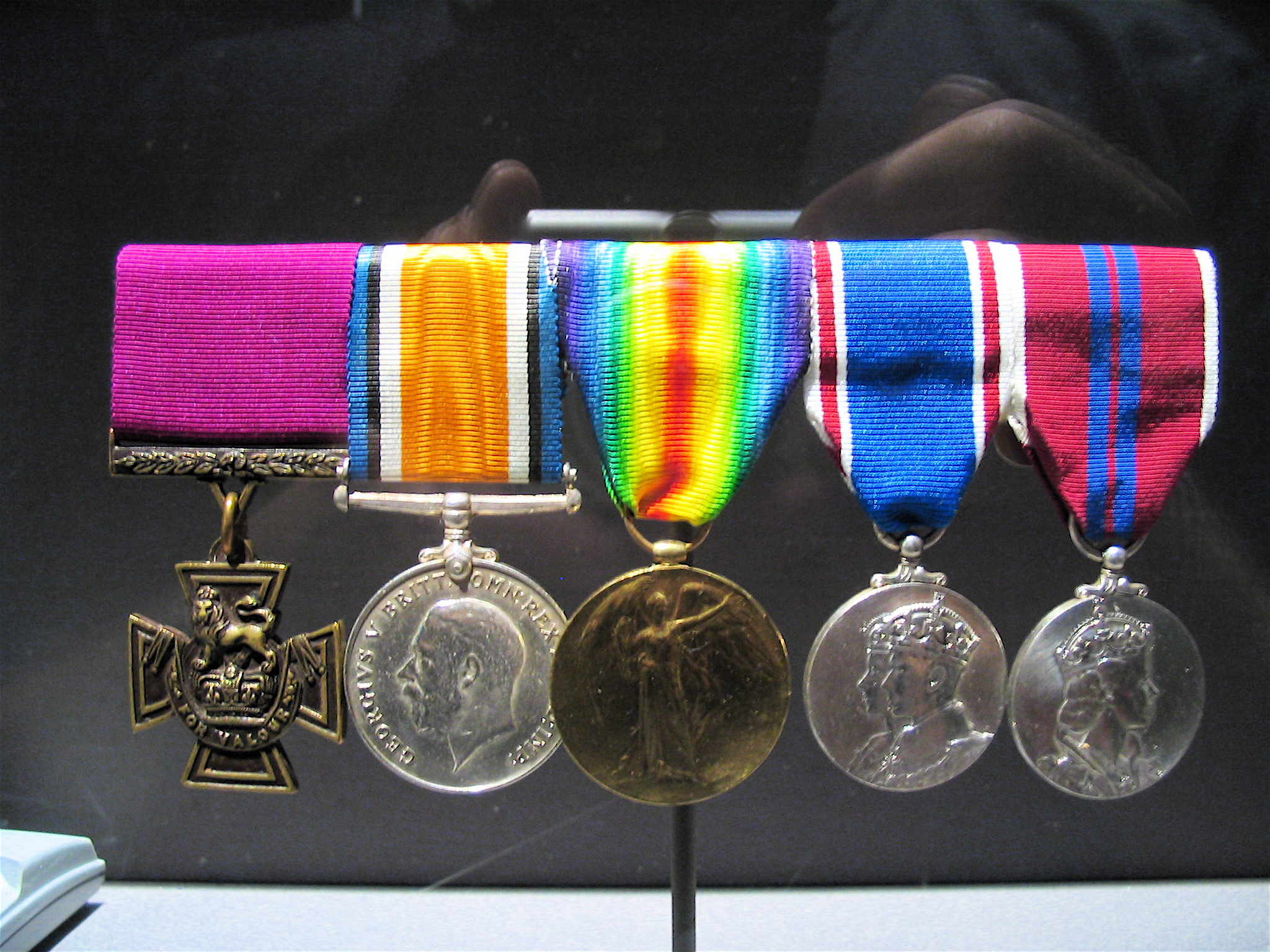
Медалі Коновала

Канадський музей війни (Оттава, Канада) викупив Хрест Вікторії, що належав Коновалу, та інші його медалі у 1969 році [джерело?].
Орден був очевидно вкрадений у 1970-х роках та проданий в антикварну крамницю разом із кількома гавайськими монетами в середині 1990-х років. Власник крамниці вважав, що орден є підробкою, оскільки напис на ньому: «англ. For Valour», відрізняється від традиційного для Канадських Хрестів Вікторії Pro Valore латиною. Орден було віднайдено, коли власник виставив його на торги «Jeffrey Hoare Auction House» у Лондоні, Онтаріо, квітень 2004 року. Він був вилучений поліцією та повернутий у Музей війни 23 серпня 2004 року, через 87 років з часу нагородження [джерело?].

## Відеоматеріали й іменні інтернет-ресурси
- Відкриття музею та експозиції про Пилипа Коновала в ньому[недоступне посилання з липня 2019]
- Сайт про Пилипа Коновала[недоступне посилання з липня 2019]
- Про Пилипа Коновала на «The Ukrainian Weekly 2004-20»